# Clovis (Kalifornia)
Clovis – miasto w Stanach Zjednoczonych, w stanie Kalifornia, w hrabstwie Fresno. Według spisu ludności przeprowadzonego przez United States Census Bureau w roku 2010, w Clovis mieszka 97 218 mieszkańców.